# Macrostylis angulata
Macrostylis angulata är en kräftdjursart som beskrevs av Boris Vladimirovich Mezhov 1999. Macrostylis angulata ingår i släktet Macrostylis och familjen Macrostylidae. Inga underarter finns listade i Catalogue of Life.